# Charles Dufresne (acteur)
Pour les articles homonymes, voir Dufresne et Charles Dufresne.
Charles Dufresne, sieur du Postel, né à Argentan vers 1611 et mort dans la même ville vers 1684, est un comédien et directeur de troupe français.

## Biographie
Fils de Claude Dufresne, peintre du Roi, Charles Dufresne devint en 1633 directeur de la troupe du duc d'Épernon. Cette troupe comprenait sa sœur, Madeleine de Varennes et son mari François de La Cour, ainsi que Pierre Réveillon dit Châteauneuf, Jean-Jacques de Belair et René Berthelot.
Au printemps 1645, la troupe de l'Illustre Théâtre ayant fait faillite, Molière et Madeleine Béjart se joignent à la troupe de Dufresne qui quitte Paris pour aller jouer dans l’ouest et le sud de la France. Les restes de la troupe de l’Illustre Théâtre se joignent à eux vers 1648. Vers 1650, Dufresne cède à Molière la direction de la troupe qui prendra en 1653 le nom de « Comédiens de S.A.R. le prince de Conti ».
La spécialité de Charles Dufresne était les seconds rôles tragiques.
Il commence à jouer à Paris au théâtre du Petit-Bourbon avant de prendre sa retraite en 1659 pour se retirer à Argentan où il épouse en 1664 mademoiselle Grimblot.